# SuperLiga (2011)
SuperLiga (2011) (od nazwy głównego sponsora SuperLiga CEC Bank) – pierwsza edycja zreformowanej najwyższej klasy rozgrywkowej w rugby union w Rumunii, a jednocześnie dziewięćdziesiąte piąte mistrzostwa kraju. Zawody odbywały się w dniach 26 marca – 26 listopada 2011 roku, a tytuł obroniła drużyna CSM Universitatea Baia Mare, dla której był to już trzeci triumf z rzędu.
Najwięcej punktów w rozgrywkach (196) zdobył łącznik młyna zespołu RCM Timișoara, Valentin Calafeteanu, który zwyciężył też w klasyfikacji na najwięcej celnych karnych (27). Największą liczbę przyłożeń zdobył natomiast skrzydłowy tego zespołu, Madalin Lemnaru. Spośród dziesięciu dropgoli zdobytych podczas tych rozgrywek, po trzy zanotowali Dănuț Dumbravă i Titus Howard. Zostały również udostępnione statystyki drużynowe.
Przedostatnia drużyna tego sezonu, CS Universitatea Cluj-Napoca, utrzymała się w elicie, ponieważ przewidziany do awansu z drugiego miejsca w Divizia Națională zespół Știința Petroșani z powodów finansowych nie został dopuszczony do rozgrywek.

## System rozgrywek
W maju 2010 roku Federațiă Română de Rugby ogłosiła nowy system rozgrywek. Jego wprowadzenie, związane ze zmniejszeniem liczby uczestniczących drużyn z dwunastu do ośmiu, argumentowane było chęcią podniesienia jakości rumuńskiego rugby.
Rozgrywki ligowe prowadzone były w pierwszej fazie systemem kołowym według modelu dwurundowego w okresie wiosna-jesień. Druga faza rozgrywek obejmowała mecze systemem pucharowym: czołowe cztery drużyny rozegrały spotkania o mistrzostwo kraju (play-off), natomiast zespoły z dolnej połowy tabeli o utrzymanie w najwyższej klasie rozgrywkowej (play-out).
Półfinały, zarówno play-off, jak i play-out rozgrywane były na stadionie drużyny, która po rundzie zasadniczej była wyżej sklasyfikowana. Mecze o poszczególne pozycje natomiast odbyły się w ciągu dwóch dni na stadionie Arcul de Triumf w Bukareszcie.
Spadek do Divizia Națională miały odnotować dwie drużyny – przegrani z półfinałów play-out.

## Drużyny
W związku z reorganizacją rozgrywek uczestniczyło w nich osiem najlepszych drużyn poprzedniego sezonu.
| Klub                         | Miasto      |
| ---------------------------- | ----------- |
| Dinamo Bukareszt             | Bukareszt   |
| Steaua Bukareszt             | Bukareszt   |
| CSM Bukareszt                | Bukareszt   |
| CSM Universitatea Baia Mare  | Baia Mare   |
| CSU Aurel Vlaicu Arad        | Arad        |
| RCJ Farul Constanța          | Konstanca   |
| RCM Timișoara                | Timișoara   |
| CS Universitatea Cluj-Napoca | Kluż-Napoka |

## Faza zasadnicza

### Tabela
Już po zakończeniu fazy zasadniczej w związku ze złamaniem regulaminu rozgrywek przez CS Universitatea Cluj-Napoca drużyna ta została ukarana anulowaniem wyniku meczu ostatniej kolejki oraz dodatkowo jednym punktem ujemnym, ich przeciwnicy natomiast, zespół CSU Arad, otrzymał natomiast zwycięstwo z bonusowym punktem.

### Mecze
| 26 marca 201111:00 | CSU Aurel Vlaicu Arad | 0:28 | Dinamo Bukareszt | Sanicolaul Mic, Arad |
| 26 marca 201111:00 |                       | 0:28 |                  | Sanicolaul Mic, Arad |

| 26 marca 201111:00 | CS Universitatea Cluj-Napoca | 10:41 | CSM Universitatea Baia Mare | Parcul Sportiv Iuliu Hațieganu, Kluż-Napoka |
| 26 marca 201111:00 |                              | 10:41 |                             | Parcul Sportiv Iuliu Hațieganu, Kluż-Napoka |

| 26 marca 201116:00 | CSM Bukareszt | 12:28 | Steaua Bukareszt | Stadionul Arcul de Triumf, Bukareszt |
| 26 marca 201116:00 |               | 12:28 |                  | Stadionul Arcul de Triumf, Bukareszt |

| 27 marca 201111:00 | RCM Timișoara | 13:14 | RCJ Farul Constanța | Electromotor, Timișoara |
| 27 marca 201111:00 |               | 13:14 |                     | Electromotor, Timișoara |

| 2 kwietnia 201111:00 | CSM Universitatea Baia Mare | 41:19 | CSM Bukareszt | Lascăr Ghineț, Baia Mare |
| 2 kwietnia 201111:00 |                             | 41:19 |               | Lascăr Ghineț, Baia Mare |

| 2 kwietnia 201111:00 | RCJ Farul Constanța | 84:3 | CSU Aurel Vlaicu Arad | Stadionul Mihai Naca, Konstanca |
| 2 kwietnia 201111:00 |                     | 84:3 |                       | Stadionul Mihai Naca, Konstanca |

| 2 kwietnia 201113:00 | Steaua Bukareszt | 29:28 | RCM Timișoara | Stadionul Arcul de Triumf, Bukareszt |
| 2 kwietnia 201113:00 |                  | 29:28 |               | Stadionul Arcul de Triumf, Bukareszt |

| 3 kwietnia 201111:00 | CS Universitatea Cluj-Napoca | 14:20 | Dinamo Bukareszt | Parcul Sportiv Iuliu Hațieganu, Kluż-Napoka |
| 3 kwietnia 201111:00 |                              | 14:20 |                  | Parcul Sportiv Iuliu Hațieganu, Kluż-Napoka |

| 9 kwietnia 201111:00 | CSU Aurel Vlaicu Arad | 0:39 | Steaua Bukareszt | Sanicolaul Mic, Arad |
| 9 kwietnia 201111:00 |                       | 0:39 |                  | Sanicolaul Mic, Arad |

| 9 kwietnia 201111:00 | CSM Bukareszt | 24:11 | CS Universitatea Cluj-Napoca | Stadionul Arcul de Triumf, Bukareszt |
| 9 kwietnia 201111:00 |               | 24:11 |                              | Stadionul Arcul de Triumf, Bukareszt |

| 10 kwietnia 201111:00 | Dinamo Bukareszt | 16:32 | RCJ Farul Constanța | Stadionul Arcul de Triumf, Bukareszt |
| 10 kwietnia 201111:00 |                  | 16:32 |                     | Stadionul Arcul de Triumf, Bukareszt |

| 11 kwietnia 201115:00 | RCM Timișoara | 3:19 | CSM Universitatea Baia Mare | Electromotor, Timișoara |
| 11 kwietnia 201115:00 |               | 3:19 |                             | Electromotor, Timișoara |

| 16 kwietnia 201111:00 | CSM Universitatea Baia Mare | 105:0 | CSU Aurel Vlaicu Arad | Lascăr Ghineț, Baia Mare |
| 16 kwietnia 201111:00 |                             | 105:0 |                       | Lascăr Ghineț, Baia Mare |

| 16 kwietnia 201111:00 | CS Universitatea Cluj-Napoca | 21:44 | RCJ Farul Constanța | Parcul Sportiv Iuliu Hațieganu, Kluż-Napoka |
| 16 kwietnia 201111:00 |                              | 21:44 |                     | Parcul Sportiv Iuliu Hațieganu, Kluż-Napoka |

| 16 kwietnia 201111:00 | Steaua Bukareszt | 26:16 | Dinamo Bukareszt | Stadionul Arcul de Triumf, Bukareszt |
| 16 kwietnia 201111:00 |                  | 26:16 |                  | Stadionul Arcul de Triumf, Bukareszt |

| 17 kwietnia 201111:00 | CSM Bukareszt | 13:33 | RCM Timișoara | Stadionul Arcul de Triumf, Bukareszt |
| 17 kwietnia 201111:00 |               | 13:33 |               | Stadionul Arcul de Triumf, Bukareszt |

| 22 kwietnia 201111:00 | CSU Aurel Vlaicu Arad | 7:42 | CSM Bukareszt | Sanicolaul Mic, Arad |
| 22 kwietnia 201111:00 |                       | 7:42 |               | Sanicolaul Mic, Arad |

| 22 kwietnia 201111:00 | RCM Timișoara | 59:10 | CS Universitatea Cluj-Napoca | Electromotor, Timișoara |
| 22 kwietnia 201111:00 |               | 59:10 |                              | Electromotor, Timișoara |

| 22 kwietnia 201115:00 | Dinamo Bukareszt | 10:45 | CSM Universitatea Baia Mare | Stadionul Arcul de Triumf, Bukareszt |
| 22 kwietnia 201115:00 |                  | 10:45 |                             | Stadionul Arcul de Triumf, Bukareszt |

| 23 kwietnia 201114:00 | RCJ Farul Constanța | 18:19 | Steaua Bukareszt | Stadionul Mihai Naca, Konstanca |
| 23 kwietnia 201114:00 |                     | 18:19 |                  | Stadionul Mihai Naca, Konstanca |

| 30 kwietnia 201111:00 | RCM Timișoara | 56:3 | CSU Aurel Vlaicu Arad | Electromotor, Timișoara |
| 30 kwietnia 201111:00 |               | 56:3 |                       | Electromotor, Timișoara |

| 30 kwietnia 201111:00 | CSM Bukareszt | 32:32 | Dinamo Bukareszt | Stadionul Olympia, Bukareszt |
| 30 kwietnia 201111:00 |               | 32:32 |                  | Stadionul Olympia, Bukareszt |

| 30 kwietnia 201113:00 | CS Universitatea Cluj-Napoca | 15:35 | Steaua Bukareszt | Parcul Sportiv Iuliu Hațieganu, Kluż-Napoka |
| 30 kwietnia 201113:00 |                              | 15:35 |                  | Parcul Sportiv Iuliu Hațieganu, Kluż-Napoka |

| 1 maja 201112:00 | CSM Universitatea Baia Mare | 43:28 | RCJ Farul Constanța | Lascăr Ghineț, Baia Mare |
| 1 maja 201112:00 |                             | 43:28 |                     | Lascăr Ghineț, Baia Mare |

| 7 maja 201111:00 | RCJ Farul Constanța | 62:24 | CSM Bukareszt | Stadionul Mihai Naca, Konstanca |
| 7 maja 201111:00 |                     | 62:24 |               | Stadionul Mihai Naca, Konstanca |

| 7 maja 201111:00 | CSU Aurel Vlaicu Arad | 5:38 | CS Universitatea Cluj-Napoca | Sanicolaul Mic, Arad |
| 7 maja 201111:00 |                       | 5:38 |                              | Sanicolaul Mic, Arad |

| 7 maja 201115:30 | Dinamo Bukareszt | 21:43 | RCM Timișoara | Dinamo II, Bukareszt |
| 7 maja 201115:30 |                  | 21:43 |               | Dinamo II, Bukareszt |

| 8 maja 201111:00 | Steaua Bukareszt | 26:10 | CSM Universitatea Baia Mare | Stadionul Olympia, Bukareszt |
| 8 maja 201111:00 |                  | 26:10 |                             | Stadionul Olympia, Bukareszt |

| 14 maja 201111:00 | RCJ Farul Constanța | 32:29 | RCM Timișoara | Stadionul Mihai Naca, Konstanca |
| 14 maja 201111:00 |                     | 32:29 |               | Stadionul Mihai Naca, Konstanca |

| 14 maja 201111:00 | CSM Universitatea Baia Mare | 66:7 | CS Universitatea Cluj-Napoca | Lascăr Ghineț, Baia Mare |
| 14 maja 201111:00 |                             | 66:7 |                              | Lascăr Ghineț, Baia Mare |

| 14 maja 201117:00 | Dinamo Bukareszt | 29:15 | CSU Aurel Vlaicu Arad | Dinamo II, Bukareszt |
| 14 maja 201117:00 |                  | 29:15 |                       | Dinamo II, Bukareszt |

| 15 maja 201111:00 | Steaua Bukareszt | 22:18 | CSM Bukareszt | Stadionul Olympia, Bukareszt |
| 15 maja 201111:00 |                  | 22:18 |               | Stadionul Olympia, Bukareszt |

| 21 maja 201111:00 | CSM Bukareszt | 3:33 | CSM Universitatea Baia Mare | Stadionul Olympia, Bukareszt |
| 21 maja 201111:00 |               | 3:33 |                             | Stadionul Olympia, Bukareszt |

| 21 maja 201111:00 | CSU Aurel Vlaicu Arad | 8:40 | RCJ Farul Constanța | Sanicolaul Mic, Arad |
| 21 maja 201111:00 |                       | 8:40 |                     | Sanicolaul Mic, Arad |

| 21 maja 201111:00 | Dinamo Bukareszt | 50:11 | CS Universitatea Cluj-Napoca | Dinamo II, Bukareszt |
| 21 maja 201111:00 |                  | 50:11 |                              | Dinamo II, Bukareszt |

| 22 maja 201111:00 | RCM Timișoara | 34:24 | Steaua Bukareszt | Electromotor, Timișoara |
| 22 maja 201111:00 |               | 34:24 |                  | Electromotor, Timișoara |

| 28 maja 201111:00 | Steaua Bukareszt | 52:0 | CSU Aurel Vlaicu Arad | Stadionul Olympia, Bukareszt |
| 28 maja 201111:00 |                  | 52:0 |                       | Stadionul Olympia, Bukareszt |

| 28 maja 201111:00 | CSM Universitatea Baia Mare | 45:12 | RCM Timișoara | Lascăr Ghineț, Baia Mare |
| 28 maja 201111:00 |                             | 45:12 |               | Lascăr Ghineț, Baia Mare |

| 28 maja 201111:00 | CS Universitatea Cluj-Napoca | 20:25 | CSM Bukareszt | Parcul Sportiv Iuliu Hațieganu, Kluż-Napoka |
| 28 maja 201111:00 |                              | 20:25 |               | Parcul Sportiv Iuliu Hațieganu, Kluż-Napoka |

| 29 maja 201111:00 | RCJ Farul Constanța | 20:24 | Dinamo Bukareszt | Stadionul Mihai Naca, Konstanca |
| 29 maja 201111:00 |                     | 20:24 |                  | Stadionul Mihai Naca, Konstanca |

| 8 października 201111:00 | CSU Aurel Vlaicu Arad | 0:53 | CSM Universitatea Baia Mare | Sanicolaul Mic, Arad |
| 8 października 201111:00 |                       | 0:53 |                             | Sanicolaul Mic, Arad |

| 8 października 201111:00 | RCM Timișoara | 61:13 | CSM Bukareszt | Electromotor, Timișoara |
| 8 października 201111:00 |               | 61:13 |               | Electromotor, Timișoara |

| 8 października 201115:00 | Dinamo Bukareszt | 6:14 | Steaua Bukareszt | Stadionul Arcul de Triumf, Bukareszt |
| 8 października 201115:00 |                  | 6:14 |                  | Stadionul Arcul de Triumf, Bukareszt |

| 9 października 201115:00 | RCJ Farul Constanța | 43:9 | CS Universitatea Cluj-Napoca | Stadionul Mihai Naca, Konstanca |
| 9 października 201115:00 |                     | 43:9 |                              | Stadionul Mihai Naca, Konstanca |

| 15 października 201111:00 | CSM Universitatea Baia Mare | 45:16 | Dinamo Bukareszt | Lascăr Ghineț, Baia Mare |
| 15 października 201111:00 |                             | 45:16 |                  | Lascăr Ghineț, Baia Mare |

| 15 października 201111:00 | CS Universitatea Cluj-Napoca | 0:68 | RCM Timișoara | Parcul Sportiv Iuliu Hațieganu, Kluż-Napoka |
| 15 października 201111:00 |                              | 0:68 |               | Parcul Sportiv Iuliu Hațieganu, Kluż-Napoka |

| 15 października 201115:00 | Steaua Bukareszt | 38:18 | RCJ Farul Constanța | Ghencea II, Bukareszt |
| 15 października 201115:00 |                  | 38:18 |                     | Ghencea II, Bukareszt |

| 16 października 201115:00 | CSM Bukareszt | 50:6 | CSU Aurel Vlaicu Arad | Stadionul Arcul de Triumf, Bukareszt |
| 16 października 201115:00 |               | 50:6 |                       | Stadionul Arcul de Triumf, Bukareszt |

| 22 października 201111:00 | Dinamo Bukareszt | 38:18 | CSM Bukareszt | Dinamo II, Bukareszt |
| 22 października 201111:00 |                  | 38:18 |               | Dinamo II, Bukareszt |

| 22 października 201111:00 | CSU Aurel Vlaicu Arad | 3:43 | RCM Timișoara | Sanicolaul Mic, Arad |
| 22 października 201111:00 |                       | 3:43 |               | Sanicolaul Mic, Arad |

| 22 października 201115:00 | RCJ Farul Constanța | 26:16 | CSM Universitatea Baia Mare | Stadionul Mihai Naca, Konstanca |
| 22 października 201115:00 |                     | 26:16 |                             | Stadionul Mihai Naca, Konstanca |

| 23 października 201115:00 | Steaua Bukareszt | 80:6 | CS Universitatea Cluj-Napoca | Ghencea II, Bukareszt |
| 23 października 201115:00 |                  | 80:6 |                              | Ghencea II, Bukareszt |

| 29 października 201111:00 | CSM Bukareszt | 20:36 | RCJ Farul Constanța | Stadionul Arcul de Triumf, Bukareszt |
| 29 października 201111:00 |               | 20:36 |                     | Stadionul Arcul de Triumf, Bukareszt |

| 29 października 201111:00 | CS Universitatea Cluj-Napoca | 5:0 (wo.) | CSU Aurel Vlaicu Arad | Parcul Sportiv Iuliu Hațieganu, Kluż-Napoka |
| 29 października 201111:00 |                              | 5:0 (wo.) |                       | Parcul Sportiv Iuliu Hațieganu, Kluż-Napoka |

| 29 października 201115:00 | RCM Timișoara | 33:29 | Dinamo Bukareszt | Electromotor, Timișoara |
| 29 października 201115:00 |               | 33:29 |                  | Electromotor, Timișoara |

| 30 października 201115:00 | CSM Universitatea Baia Mare | 39:3 | Steaua Bukareszt | Lascăr Ghineț, Baia Mare |
| 30 października 201115:00 |                             | 39:3 |                  | Lascăr Ghineț, Baia Mare |

1. ↑  Wynik meczu CS Universitatea Cluj-Napoca-CSU Aurel Vlaicu Arad 21:8 został zweryfikowany na walkower

## Faza pucharowa

### Play-out
|  | Półfinały | Półfinały        | Półfinały |  |  | Mecz o 5. miejsce | Mecz o 5. miejsce | Mecz o 5. miejsce |
|  |           |                  |           |  |  |                   |                   |                   |
|  | 1         | Dinamo Bukareszt | 68        |  |  |                   |                   |                   |
|  | 4         | CSU Arad         | 3         |  |  |                   |                   |                   |
|  |           |                  |           |  |  |                   | Dinamo Bukareszt  | 41                |
|  |           |                  |           |  |  |                   | CSM Bukareszt     | 18                |
|  | 2         | CSM Bukareszt    | 5 (wo.)   |  |  |                   |                   |                   |
|  | 3         | CS Kluż          | 0         |  |  | Mecz o 7. miejsce | Mecz o 7. miejsce | Mecz o 7. miejsce |
|  |           |                  |           |  |  |                   |                   |                   |
|  |           |                  |           |  |  |                   | CSU Arad          | 26                |
|  |           |                  |           |  |  |                   | CS Kluż           | 28                |

| 8 listopada 201111:00 | Dinamo Bukareszt | 68:3 | CSU Aurel Vlaicu Arad | Stadionul Parcul Copilului, Bukareszt |
| 8 listopada 201111:00 |                  | 68:3 |                       | Stadionul Parcul Copilului, Bukareszt |

| 8 listopada 201111:00 | CSM Bukareszt | 5:0 (wo.) | CS Universitatea Cluj-Napoca | Stadionul Olympia, Bukareszt |
| 8 listopada 201111:00 |               | 5:0 (wo.) |                              | Stadionul Olympia, Bukareszt |

Drużyna CS Kluż nie stawiła się na mecz, za co została ukarana walkowerem.
-
| 26 listopada 201117:00 | Dinamo Bukareszt | 41:18 | CSM Bukareszt | Stadionul Arcul de Triumf, Bukareszt |
| 26 listopada 201117:00 |                  | 41:18 |               | Stadionul Arcul de Triumf, Bukareszt |

| 26 listopada 201115:00 | CSU Aurel Vlaicu Arad | 26:28 | CS Universitatea Cluj-Napoca | Stadionul Arcul de Triumf, Bukareszt |
| 26 listopada 201115:00 |                       | 26:28 |                              | Stadionul Arcul de Triumf, Bukareszt |

### Play-off
|  | Półfinały | Półfinały           | Półfinały |  |  | Finał             | Finał               | Finał             |
|  |           |                     |           |  |  |                   |                     |                   |
|  | 1         | CSM Baia Mare       | 24        |  |  |                   |                     |                   |
|  | 4         | RCM Timișoara       | 22        |  |  |                   |                     |                   |
|  |           |                     |           |  |  |                   | CSM Baia Mare       | 24                |
|  |           |                     |           |  |  |                   | Steaua Bukareszt    | 12                |
|  | 2         | Steaua Bukareszt    | 33        |  |  |                   |                     |                   |
|  | 3         | RCJ Farul Constanța | 27        |  |  | Mecz o 3. miejsce | Mecz o 3. miejsce   | Mecz o 3. miejsce |
|  |           |                     |           |  |  |                   |                     |                   |
|  |           |                     |           |  |  |                   | RCJ Farul Constanța | 11                |
|  |           |                     |           |  |  |                   | RCM Timișoara       | 15                |

| 15 października 201115:00 | Steaua Bukareszt | 38:18 | RCJ Farul Constanța | Ghencea II, Bukareszt |
| 15 października 201115:00 |                  | 38:18 |                     | Ghencea II, Bukareszt |

| 28 maja 201111:00 | CSM Universitatea Baia Mare | 45:12 | RCM Timișoara | Lascăr Ghineț, Baia Mare |
| 28 maja 201111:00 |                             | 45:12 |               | Lascăr Ghineț, Baia Mare |

| 25 listopada 201117:00 | CSM Universitatea Baia Mare | 24:12 | Steaua Bukareszt | Stadionul Arcul de Triumf, Bukareszt |
| 25 listopada 201117:00 |                             | 24:12 |                  | Stadionul Arcul de Triumf, Bukareszt |

| 25 listopada 201115:00 | RCJ Farul Constanța | 11:15 | RCM Timișoara | Stadionul Arcul de Triumf, Bukareszt |
| 25 listopada 201115:00 |                     | 11:15 |               | Stadionul Arcul de Triumf, Bukareszt |

## Klasyfikacja końcowa
| Miejsce | Klub                         | Uwagi                       |
| ------- | ---------------------------- | --------------------------- |
| 1.      | CSM Universitatea Baia Mare  | złoto                       |
| 2.      | Steaua Bukareszt             | srebro                      |
| 3.      | RCM Timișoara                | brąz                        |
| 4.      | RCJ Farul Constanța          |                             |
| 5.      | Dinamo Bukareszt             |                             |
| 6.      | CSM Bukareszt                |                             |
| 7.      | CS Universitatea Cluj-Napoca | spadek do Divizia Națională |
| 8.      | CSU Aurel Vlaicu Arad        | spadek do Divizia Națională |